# Prisioneros de la tierra
Prisioneros de la tierra és una pel·lícula argentina dramàtica en blanc i negre de 1939 dirigida per Mario Soffici i protagonitzada per Francisco Petrone i Ángel Magaña. Va ser escrita per Ulyses Petit de Murat i Darío Quiroga, sobre diversos contes d'Horacio Quiroga. La història se centra en l'explotació dels treballadors de l'herba mate en la província argentina de Misiones. La pel·lícula va consagrar a Sóffici com a autor de cinema social i ha estat considerada com "el primer film del que després s'anomenarà cinema llatinoamericà de denúncia".
Estrenat el 17 d'agost de 1939, va ser premiat per la Municipalitat de Buenos Aires com a millor film de l'any. Prisioneros de la tierra va ser seleccionada com la millor pel·lícula del cinema argentí de tots els temps a les enquestes dutes a terme pel Museo del Cine Pablo Ducrós Hicken en 1977 i 1984, mentre que va ocupar el lloc 6 en l'edició de 2000. En una nova versió de l'enquesta organitzada el 2022 per les revistes especialitzades La vida útil, Taipei i La tierra quema, presentada al Festival Internacional de Cinema de Mar del Plata, la pel·lícula va aconseguir el lloc 19.

## Sinopsi
Es narra l'explotació semiesclava dels treballadors del mate, els mensús, a Misiones. El conflicte principal es presenta entre Köhner (Francisco Petrone), capanga o capatàs d'un yerbatal a Misiones, i el mensú interpretat per Ángel Magaña. El film està ambientat en 1915 i comença amb el reclutament de treballadors per a les plantacions, a Posadas, utilitzant enganys per seduir i endeutar als mensús. En el viatge amb vaixell cap a la plantació, el mensú i la filla del metge simpatitzen, la qual cosa desperta la gelosia del capanga, qui es venja castigant físicament el treballador, mètode habitual de disciplina als treballadors d'aquell llavors. La pel·lícula finalitza tràgicament, amb un violent enfrontament entre els mensús i les autoritats de l'establiment.

## Repartiment
- Francisco Petrone
- Ángel Magaña
- Roberto Fugazot
- Raúl De Lange
- Elisa Gálvez
- Homero Cárpena
- Pepito Petray
- Manuel Villoldo
- Félix Tortorelli
- Ulderico Camorino
- Agustín Barbosa
- Isabel Figlioli

## Producció
El guió va ser inicialment preparat per Darío Quiroga, fill del conegut escriptor uruguaià radicat a Misiones Horacio Quiroga. La idea de realitzar la pel·lícula va ser de José Gola, en aquells dies simpatitzant del grup radical FORJA, qui li va proposar el projecte a Sóffici, també pròxim a FORJA. José Gola anava a interpretar el paper principal al film però quan s'iniciava el rodatge va emmalaltir greument a Misiones i degué ser reemplaçat per Angel Magaña.